# Laroche-près-Feyt
 Laroche-près-Feyt  là một xã thuộc tỉnh Corrèze trong vùng Nouvelle-Aquitaine miền trung Pháp.